# Vencer la ausencia
Vencer la ausencia (Surmonter L'Absence) est une telenovela mexicaine produite par Televisa et diffusée entre le 18 juillet et le 4 novembre 2022 sur Las Estrellas.

## Synopsis
La fraternité de quatre femmes d'origines différentes est brisée lorsqu'un accident leur fait perdre à toutes un être cher. Après avoir découvert les causes de l'accident, elles partageront un douloureux mystère. Les quatre femmes doivent surmonter l'absence de leurs proches et apaiser le chagrin pour reconstruire leur vie, pour retrouver la fraternité qui les unissait.

## Distribution
- Ariadne Díaz : Dona Julia Miranda
- Danilo Carrera : Ángel Funes
- Marco Montero : Misael Valdéz
- Mariluz Bermúdez : Ana Sofía Ordax
- Alejandra Barros : Dona Celeste Machado
- Alexis Ayala : Don Braulio Dueñas
- Nailea Norvind : Dona Flavia Vilchis
- Laura Carmine : Dona Lenar Ramírez
- Maryin Villianueva :  Esther Noriega
- David Zepeda : Don Jeronimo Garrido
- María Perroni Garza : Rayo Rojo
- Mariana Garza : Margarita Rojo
- Felipe Najera : Máximo Camargo
- Silvia Mariscal : Dona Claudia
- Adriana Llabrés : Mirna
- David Ostrosky : Don Homero Funes
- Laura Luz : Tía Chepina
- Jesús Ochoa : Don Rodolfo Miranda
- Agustín Arana : Donato
- Fernanda Urdapilleta : Gina
- Andrés Vázquez : Iván
- Miguel Martínez : Erik
- Luca Valentini : Teo
- Daney Mendoza : Ebenezer
- José Remis : Sammy
- Federico Porras : Adair
- Arath Aquino : El Robin
- Mariano Soria : Daniel

## Production

### Développement
La telenovela a été annoncée le 1er novembre 2021.
La production a commencé avec le tournage en extérieur le 5 avril 2022. Le clap officiel ainsi que le début du tournage ont eu lieu le 19 avril 2022 dans le forum 9 de Televisa San Ángel.
La telenovela a été présentée le 17 mai 2022, en tête-à-tête de TelevisaUnivision pour la programmation de la saison 2022-23.

## Diffusion
- Las Estrellas (2022)
- Univision (2022)

### Sources
- (es) Cet article est partiellement ou en totalité issu de l’article de Wikipédia en espagnol intitulé « Vencer la ausencia » (voir la liste des auteurs).